# Ротанов, Евгений Никитич
Евгений Никитич Ротанов (26 января 1940, Басьяновский, Свердловская область — 29 октября 2024, Санкт-Петербург) — советский и российский скульптор, заслуженный художник Российской Федерации (1997).

## Биография
Родился в посёлке Басьяновском и там же закончил среднюю школу. Затем учился в Нижнетагильском художественном училище.
В 1959 году поступил в Ленинградское высшее художественно-промышленное училище имени В. И. Мухиной, на отделение скульптуры, ученик Валентины Лаврентьевны Рыбалко. Окончил училище в 1965 году.
По окончании Мухинского училища, в 1967—1968 гг. принял участие в создании мемориала «Зелёный пояс Славы» («Холм Славы» на Ивановских порогах).
Много времени скульптор уделил созданию скульптурного образа поэта Александра Блока, теме героизма ленинградцев-блокадников.
Умер 29 октября 2024 года в одной из больниц Санкт-Петербурга в возрасте 84 лет.

## Музеи
Работы находятся в собраниях:
- Третьяковская галерея.
- Русский музей.
- Государственный музей городской скульптуры.

и других музеях России.

## Известные работы
Памятник «Воинам-интернационалистам, погибшим в Афганистане» на Серафимовском кладбище (архитекторы В. И. Новосадюк и Ф. К. Романовский).
Горельеф «Дома Раскольникова» (архитектор В. И. Новосадюк).
Скульптура на Васильевском острове
Скульптора «Новый век» (у д. 30 по Набережной реки Фонтанка)
Скульптурное решение мемориальных досок К. С. Петрову-Водкину (1987, Каменноостровский пр. 14), А. Ф. Пахомову (1991, Каменноостровский пр. 14), академикам В. И. Вернадскому, В. Г. Хлопину (1990 г. Каменноостровский пр. 23)

Мемориальная доска К. С. Петрову-Водкину на д. 14 по Каменноостровскому проспекту
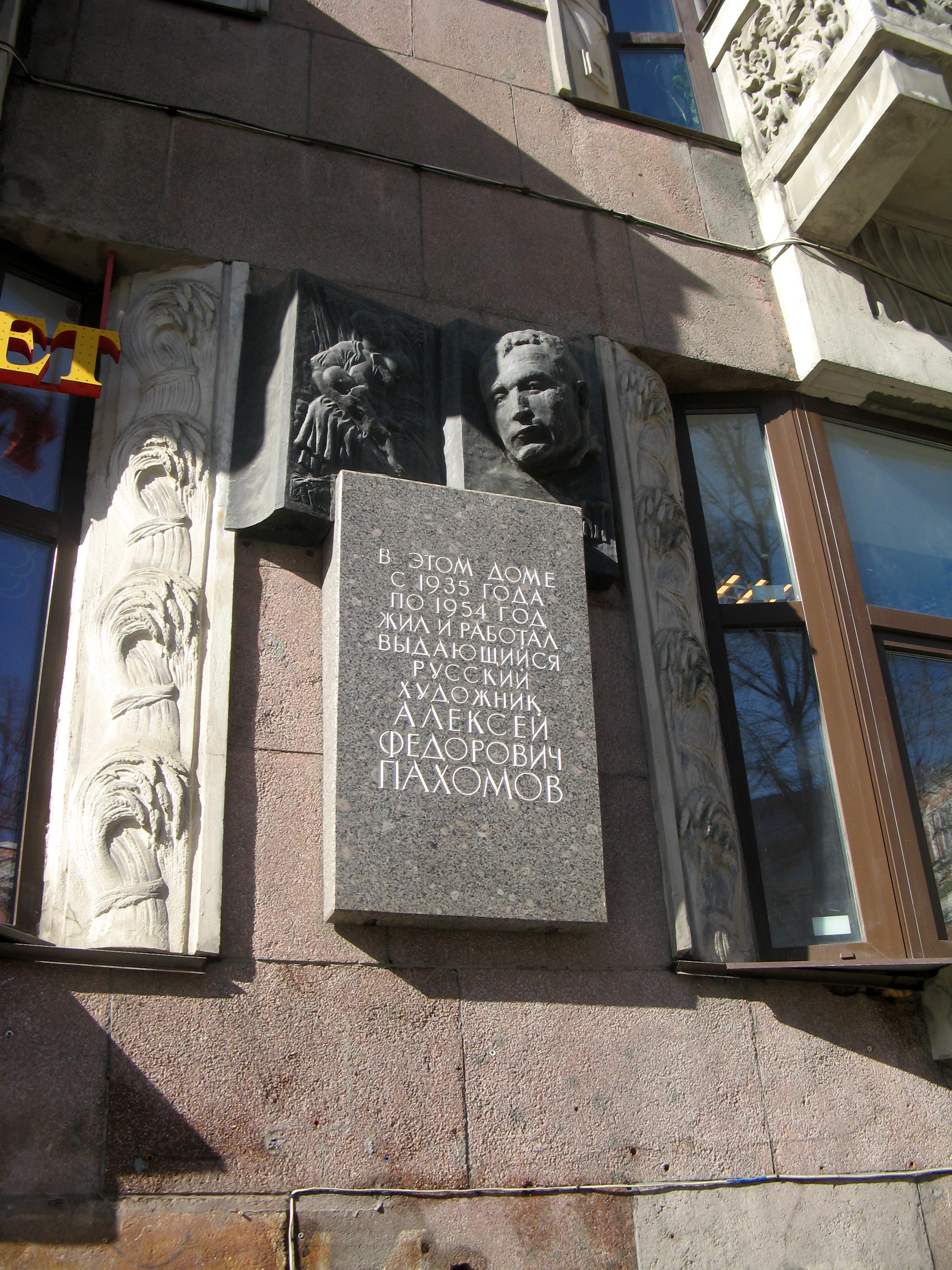
Мемориальная доска А. Ф. Пахомову на д. 14 по Каменноостровскому проспекту
Дом Раскольникова
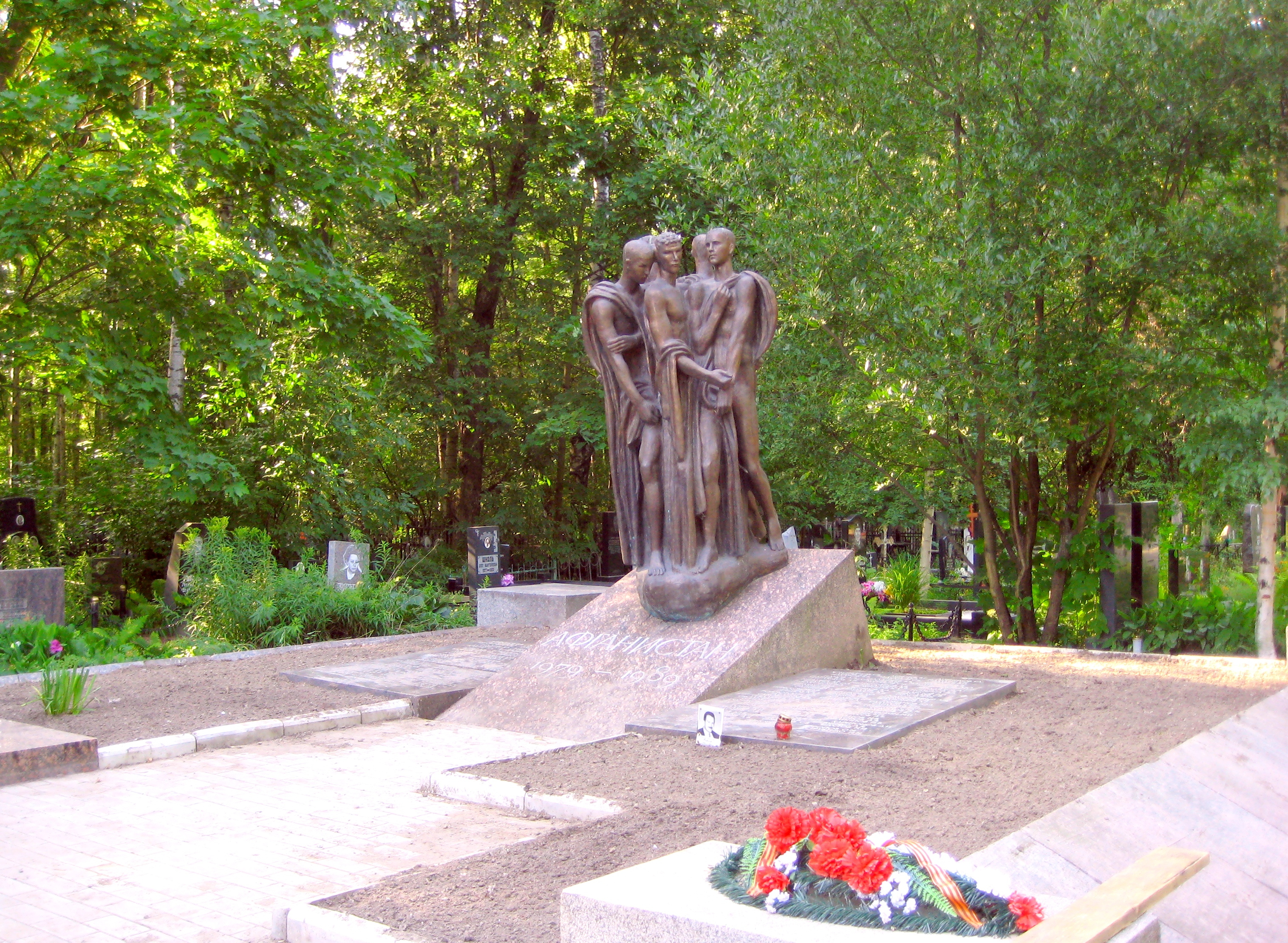
Мемориал воинам-афганцам на Серафимовском кладбище